# Sindang Jaya (Sindang Kelingi)
Sindang Jaya is een bestuurslaag in het regentschap Rejang Lebong van de provincie Bengkulu, Indonesië. Sindang Jaya telt 1291 inwoners (volkstelling 2010).